# Jozef Vengloš
Jozef Vengloš (* 18. Februar 1936 in Ružomberok; † 26. Januar 2021) war ein slowakischer Fußballtrainer sowie tschechoslowakischer Fußballspieler.

## Werdegang
Der Doktor der Philosophie Jozef Vengloš gewann als Spieler von TJ Slovan CHZJD Bratislava 1962 und 1963 den Pokal und als Trainer von ŠK Slovan Bratislava in den Jahren 1974 und 1975 die Meisterschaft in der Tschechoslowakei. Als er in Personalunion mit Václav Ježek die Tschechoslowakische Nationalmannschaft erfolgreich durch die EM-Qualifikation 1976 gegen England, Portugal und Zypern geführt hatte und im Viertelfinale sich nach zwei Spielen auch gegen die Sowjetunion durchsetzte, nahm die CSSR am Europameisterschaft-Turnier in Jugoslawien teil. Im Halbfinale setzte sich die Kombination aus Bratislava und Prag mit 3:1 Toren nach Verlängerung gegen die Niederlande durch und zog damit in das Finale ein. Am 20. Juni entschied die Mannschaft um die überragenden Torhüter Ivo Viktor und Libero Anton Ondruš das Spiel in Belgrad gegen den Titelverteidiger Deutschland mit 5:3 Toren nach Elfmeterschießen für sich.
In der Qualifikation zur EM 1980 war Vengloš dann als Cheftrainer alleinverantwortlich. Er setzte sich gegen Frankreich, Schweden und Luxemburg durch und war damit für die Endrunde 1980 in Italien qualifiziert. Dort belegte er mit seiner Auswahl in der Gruppe eins den zweiten Rang hinter Deutschland und setzte sich im Spiel um Platz drei mit 9:8 Toren im Elfmeterschießen gegen Italien durch.
Auch für die WM 1982 in Spanien konnte sich die tschechoslowakische Nationalmannschaft qualifizieren. Dort schied sie aber bereits in der 1. Finalrunde mit zwei Unentschieden und einer Niederlage aus dem Turnier aus.